# 汪瀅
汪瀅，字源潔，直隸徽州府績溪縣人，軍籍，明朝政治人物。進士出身。

## 生平
早年出身國子生，成化十年（1474年）甲午科應天府鄉試第一百十三名。成化十四年（1478年）戊戌科會試第□百九十三名，殿試登進士第三甲第二百零七名。

## 家族
曾祖父汪子通。祖父汪友賢。父亲汪□清，曾任醫學訓科。